# Birthday Album 1981-1996
Albums de Indochine
Paradize Show
(2004) L'intégrale des clips
(2004)
Le Birthday album 1981-1996, sorti en 29 juin 2004, est la réédition du Birthday album de 1991 d'Indochine, mais avec six titres supplémentaires, deux issus de Un jour dans notre vie et quatre issus de Wax. Ce best-of a été publié sans concertation avec le groupe et certaines versions des titres présents sont des versions non retenues par le groupe. Il présente toutefois la particularité de proposer des versions remastérisées et une qualité sonore que ne permettait pas l'édition précédente du Birthday Album, grâce au format SACD.

## Liste des titres

### Disque 1
1. L'Aventurier
2. Dizzidence politik
3. Kao Bang
4. Le Péril jaune
5. Miss Paramount
6. Trois nuits par semaine
7. Tes yeux noirs
8. 3e sexe
9. Canary Bay
10. La Bûddha affaire
11. La Chevauchée des champs de blé
12. Les Tzars
13. La Machine à rattraper le temps
14. Des fleurs pour Salinger

### Disque 2
1. Le Baiser
2. Alertez Managua
3. Punishment Park
4. More...
5. La guerre est finie (inédit)
6. Savoure le rouge (bonus)
7. Un jour dans notre vie (bonus)
8. Drugstar (bonus)
9. Je n'embrasse pas (bonus)
10. Satellite (bonus)
11. Kissing My Song (bonus)

### Single
- Drugstar (Promotionnel)